# Cold Shoulder
Singles de Adele
Chasing Pavements
(2007) Make You Feel My Love
(2008)
Pistes de 19
Chasing Pavements Crazy for You
Cold Shoulder est une chanson de la chanteuse britannique Adele, extraite de l'album studio 19. Le single est sorti le 30 mars 2008 en Irlande et le 31 mars 2008 au Royaume-Uni. Il s'agit de la seule chanson de l'album produite par Mark Ronson. Adele a chanté cette chanson lors du Friday Night with Jools Holland le 8 février 2008, et lors du Saturday Night Live le 18 octobre 2008. Le remix de Basement Jaxx est également sorti sous format airplay et digital.

## Liste des pistes
Royaume-Uni – CD & 7-inch Vinyle
1. Cold Shoulder" 3:15
2. Now And Then" 3:24

iTunes EP 
Cold Shoulder – EP
1. Cold Shoulder
2. Cold Shoulder (Basement Jaxx Classic Edit)
3. Cold Shoulder (Basement Jaxx Classic Remix)
4. Cold Shoulder (Basement Jaxx DuBB)
5. Cold Shoulder (Rusko Remix)
6. Cold Shoulder (Out of Office Remix)

## Historique de sortie
| Pays        | Date          |
| ----------- | ------------- |
| Royaume-Uni | 28 April 2008 |
| Europe      | 16 June 2008  |

## Performance dans les hit-parades
| Classement (2008)                                 | Meilleure position |
| ------------------------------------------------- | ------------------ |
| Belgique (Flandre Ultratip 100)                   | 3                  |
| Belgique (Wallonie Ultratip 50)                   | 19                 |
| Pays-Bas (Top 40)                                 | 28                 |
| Royaume-Uni Singles (The Official Charts Company) | 18                 |

| Pays (2008) | Position |
| ----------- | -------- |
| Royaume-Uni | 192      |